# Giacomo Orefice
Giacomo Orefice (Vicenza, 27 agosto 1865 – Milano, 22 dicembre 1922) è stato un compositore e pianista italiano.

## Biografia
Nato a Vicenza da famiglia ebraica, studiò a Bologna con Busi e Mancinelli; dal 1909 fu docente presso il Conservatorio Giuseppe Verdi di Milano.
Fu autore di nove opere teatrali, fra cui L'oasi (1885), Chopin (1901), Cecilia (1902); compose pure musica sinfonica e da camera, liriche e musica per pianoforte.
Trascrisse L'Orfeo di Claudio Monteverdi (1607/1902).
Fu anche critico e organizzatore musicale. Ebbe, tra i suoi allievi, Lodovico Rocca e Nino Rota
A Vicenza nel 1945 gli venne dedicata una strada del centro storico

## Composizioni

### Opere liriche
- L'oasi (1885)
- Mariska (1889)
- Consuelo (1895)[3]
- Il gladiatore (1898)
- Chopin (1901; lib. Angiolo Orvieto)[4]
- Cecilia (1902)
- Mosè (1905; lib. Angiolo Orvieto)
- Pane altrui (1907 al Teatro La Fenice di Venezia diretta da Tullio Serafin)
- Radda (1912)[5]
- Il castello del sogno (non eseguita)

### Balletti
- La Soubrette (1907)

### Musica sinfonica
- Sinfonia in Re minore
- Sinfonia del bosco
- Anacreontiche (4 movimenti: Ad Artemide, A Fauno, A Eros, A Dionisio)

### Concerti
- Concerto per violoncello

### Musica da camera
- Riflessi ed ombre (quintetto)
- Trio
- due Sonate per violino
- una Sonata per violoncello

### Musica pianistica
- Preludi del mare
- Quadri di Böcklin
- Crespuscoli
- Miraggi

### Musica vocale
- diverse Liriche

## Fonti
- Grove's Dictionary of Music and Musicians, 5th ed., 1954
- Adriano Bassi, Muzzio, Monte San Pietro (BO) 1987  Giacomo Orefice: tradizione e avanguardia nel melodramma del primo '900, su books.google.it.